# Larry Romanchych
Larry Romanchych (né le 7 septembre 1949 à Vancouver, dans la province de la Colombie-Britannique au Canada) est un joueur et entraîneur professionnel de hockey sur glace et qui joua dans la Ligue nationale de hockey au poste de centre pour les Black Hawks de Chicago et les Flames d'Atlanta de 1970 à 1977.

## Carrière
D'abord repêché par les Black Hawks au repêchage amateur de la LNH 1969 au second tour, 24e au total, il fut choisi par les Flames lors du repêchage d'expansion de la LNH 1972.
Après sa carrière de joueur, il devient entraîneur dans la LHJCB de 1985 à 1987 puis pour la saison 1995-1996.

## Statistiques
| Saison     | Équipe                 | Ligue      |     | Saison régulière | Saison régulière | Saison régulière | Saison régulière | Saison régulière |    | Séries éliminatoires | Séries éliminatoires | Séries éliminatoires | Séries éliminatoires | Séries éliminatoires |
| Saison     | Équipe                 | Ligue      | PJ  | B                | A                | Pts              | Pun              | PJ               | B  | A                    | Pts                  | Pun                  |                      |                      |
| 1967-1968  | Wheat Kings de Brandon | WCJHL      | 53  | 20               | 23               | 43               | 24               | 8                | 1  | 4                    | 5                    | 2                    |                      |                      |
| 1968-1969  | Bombers de Flin Flon   | WCJHL      | 55  | 31               | 25               | 56               | 40               | 18               | 11 | 8                    | 19                   | 6                    |                      |                      |
| 1969-1970  | Black Hawks de Dallas  | LCH        | 57  | 21               | 12               | 33               | 38               |                  |    |                      |                      |                      |                      |                      |
| 1970-1971  | Black Hawks de Chicago | LNH        | 10  | 0                | 2                | 2                | 2                |                  |    |                      |                      |                      |                      |                      |
| 1970-1971  | Black Hawks de Dallas  | LCH        | 65  | 18               | 34               | 52               | 26               | 10               | 2  | 4                    | 6                    | 4                    |                      |                      |
| 1971-1972  | Black Hawks de Dallas  | LCH        | 60  | 21               | 23               | 44               | 31               | 12               | 3  | 4                    | 7                    | 28                   |                      |                      |
| 1972-1973  | Flames d'Atlanta       | LNH        | 70  | 18               | 30               | 48               | 39               |                  |    |                      |                      |                      |                      |                      |
| 1973-1974  | Flames d'Atlanta       | LNH        | 73  | 22               | 29               | 51               | 33               | 4                | 2  | 2                    | 4                    | 4                    |                      |                      |
| 1974-1975  | Flames d'Atlanta       | LNH        | 53  | 8                | 12               | 20               | 16               |                  |    |                      |                      |                      |                      |                      |
| 1975-1976  | Flames d'Atlanta       | LNH        | 67  | 16               | 19               | 35               | 8                | 2                | 0  | 0                    | 0                    | 0                    |                      |                      |
| 1976-1977  | Flames d'Atlanta       | LNH        | 25  | 4                | 5                | 9                | 4                | 1                | 0  | 0                    | 0                    | 0                    |                      |                      |
| 1976-1977  | Oilers de Tulsa        | LCH        | 37  | 20               | 28               | 48               | 18               |                  |    |                      |                      |                      |                      |                      |
| 1977-1978  | Mariners du Maine      | LAH        | 79  | 17               | 34               | 51               | 23               | 12               | 8  | 4                    | 12                   | 6                    |                      |                      |
| Totaux LNH | Totaux LNH             | Totaux LNH | 298 | 68               | 97               | 165              | 102              | 7                | 2  | 2                    | 4                    | 4                    |                      |                      |